# Aleksandr Ahiezer
Aleksandr Ahiezer (n. 31 octombrie 1911, Čerykaŭ⁠(d), Mogilev Governorate⁠(d), Imperiul Rus – d. 4 mai 2000, Harkiv, Regiunea Harkov, Ucraina) a fost un fizician-teoretician sovietic ucrainean, de origine evreiască.

## Biografie
A absolvit Institutul Politehnic din Kiev în 1934. Din anul 1934 a lucrat la Institutul fizico- tehnic din Harkov al Academiei de științe a RSS Ucrainene. Din anul 1938 este șeful secției de fizică teoretică la acest institut. În anii 1940- 1975 a fost de asemenea șef de catedră la Universitatea din Harkov.

## Preocupări de fizică
Lucrările lui Ahiezer sunt consacrate fizicii nucleare, fizicii particulelor elementare, fizicii plasmei, hidrodinamicii magnetice, teoriei corpului solid. A dezvoltat teoria difuziei fotonului in domeniul energiilor înalte și teoria difuziei coerente a fotonilor în câmp nuclear.

## Alte preocupări științifice
A creat o școală științifică, care include pe:
- Victor Baryakhtar
- Ia. B. Fainberg
- D.V.Volkov
- S.V.Peletminskii
- A.G. Sitenko
- Mihail Shifman

## Distincții
- Premiul L.I. Mandelstamm(1948)[4]